# Viktor Silberer

Viktor Silberer

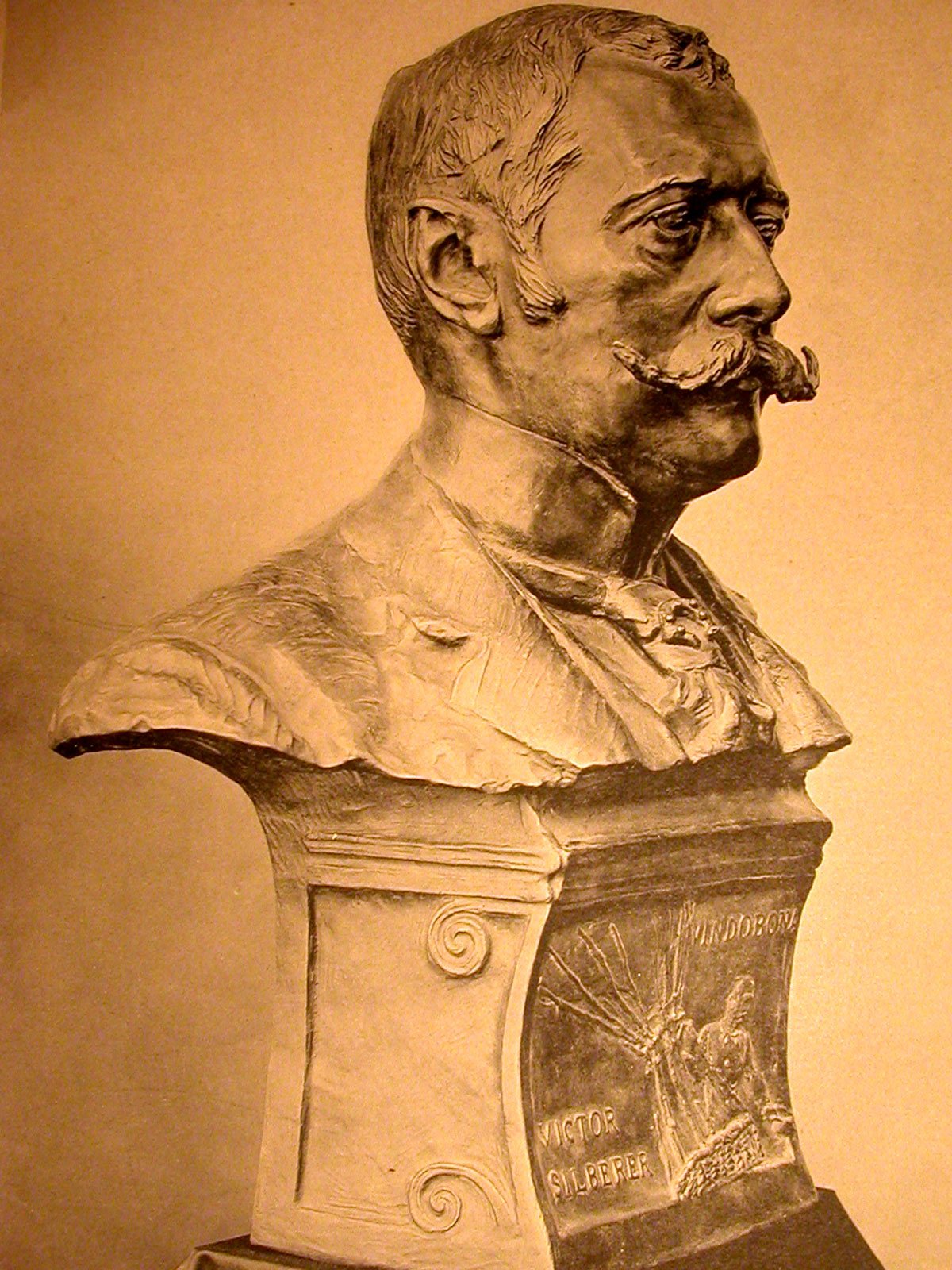
Viktor Silberer (Skulptur von Viktor Tilgner, Foto von Josef Löwy)

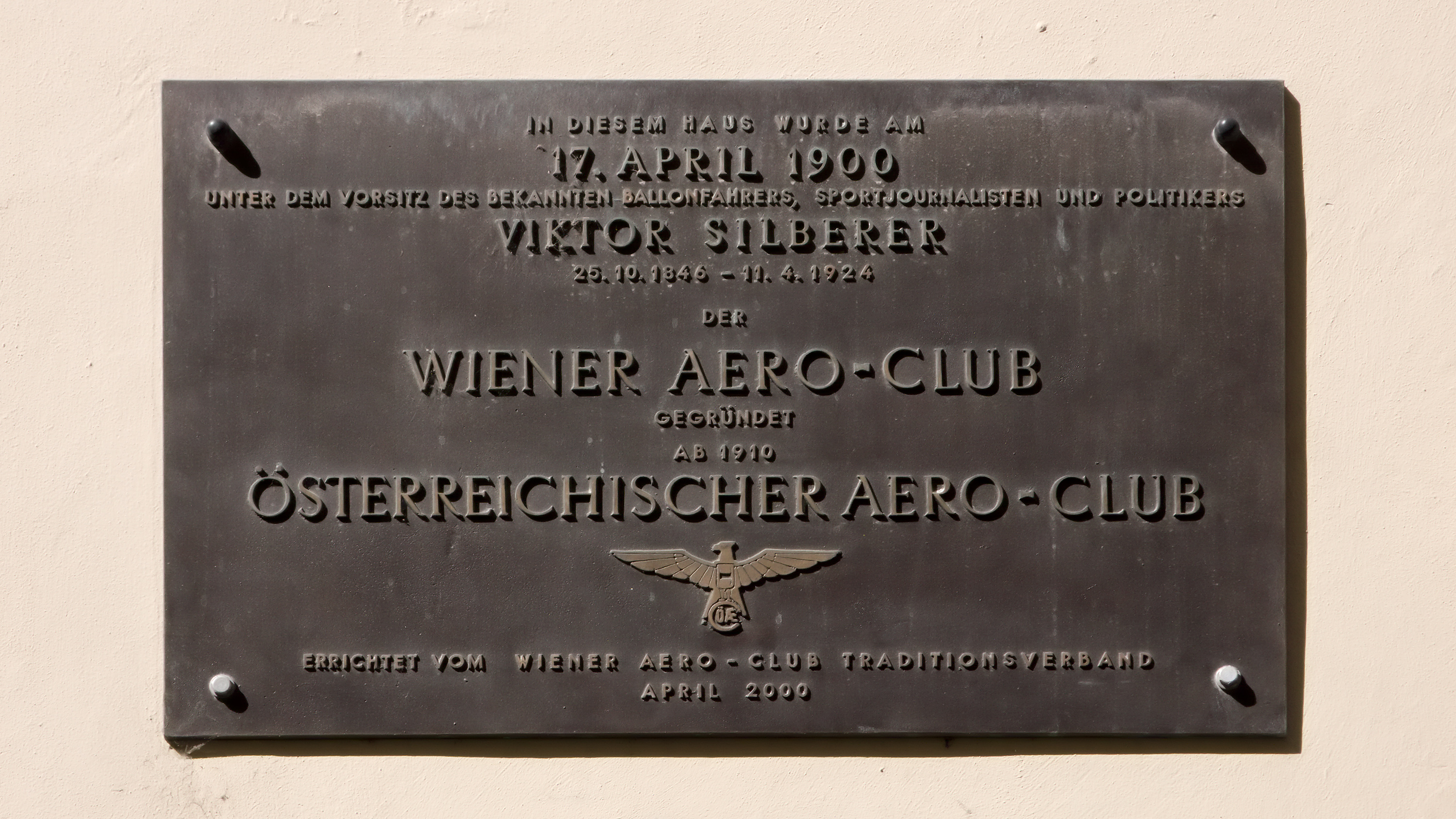
Gedenktafel für Viktor Silberer und die Gründung des Wiener Aero-Clubs und des Österreichischen Aero-Clubs

Viktor Silberer (auch: Victor; * 25. Oktober 1846 in Wien; † 11. April 1924 ebenda) war ein österreichischer Journalist, Schriftsteller, Politiker und Pionier der österreichischen Luftfahrt.

## Leben
Der in kleinbürgerlichen Verhältnissen geborene Viktor Silberer hatte nach eigenen Angaben als siebenjähriger Knabe im Jahr 1853 den französischen Luftfahrer Eugêne Godard (vom Garten der Sofiensäle) mit dem Ballon „auffahren“ gesehen. Von da an sei es sein sehnlichster Wunsch gewesen, einmal eine Luftfahrt mitmachen zu können. Er erhielt eine kaufmännische Ausbildung und arbeitete zunächst in der Anglo-Österreichischen Bank und danach als Redakteur bei einer Zeitung.
1868 ging Silberer in die Vereinigten Staaten von Amerika, wo er als Redakteur in New York City arbeitete, aber auch für das Wiener Fremdenblatt und die Abendzeitung schrieb. 1869 gelang es ihm während seines Amerikaaufenthaltes seinen Jugendtraum zu verwirklichen, was ihn jedoch weiter dazu antrieb, selbst einen Ballon besitzen zu wollen. Er kehrte aus den USA nach Wien zurück und gründete hier das Wiener Salonblatt. Als Korrespondent der Neuen Freien Presse war er 1870/1871 beim Deutsch-Französischen Krieg dabei. 1873 war er Chefredakteur der Militär-Zeitung, die er 1874 erwarb und 1880 gründete er die Allgemeine Sport-Zeitung, die erste Sportzeitung der Donaumonarchie.
Silberer hatte zwischenzeitlich seinen Wunsch, selbst einen Ballon zu besitzen, verdrängt. 1881 kam er jedoch mit Eugêne Godard – nun durch dessen „Wiener Luftfahrten“ – persönlich zusammen und konnte mit diesem an einer „Auffahrt“ teilnehmen. Damit war sein Entschluss gefasst und er erklärte seinen zweifelnden Freunden im Herbst 1881: „Auf’s Jahr werde ich selbst in meinem eigenen Ballon auffahren!“ Es dauerte noch bis Juni 1882, bis er nach Paris fuhr und bei der Firma Brissonnet seinen Ballon bester Qualität mit 1.100 Kubikmeter Rauminhalt bestellte, zu liefern binnen sechs Wochen. Am 10. August 1882 lieferte Brissonnet junior den Ballon, der auf Vindobona getauft wurde. Bei einer angekündigten Probefüllung vor rund 200 Menschen, vor allem Journalisten und persönliche Bekannte, machte Silberer überraschend seine erste „Auffahrt“ mit seinem Ballon: „Man kann sich das Erstaunen der Bevölkerung Wiens vorstellen, die mit Spannung den Sonntag [13. August] erwartete, als plötzlich am Freitag Abends schon der vielbesprochene Silberer’sche Luftballon, an den man noch immer nicht recht glauben wollte, mit einem Male ober Wien erschien.“ Wegen des Ringtheaterbrandes im Dezember 1881 machten ihm die „hohen Behörden“ Schwierigkeiten, da sie jede mögliche Verantwortung bei einem Unglück von sich geschoben wissen wollten. So gelang es ihm vorerst nur eine Erlaubnis für drei „Auffahrten“ mit Brissonnet junior zu bekommen. Danach musste er mit dem für vier Personen zugelassenen Ballon vorerst allein fahren, um erst später Genehmigungen zur Mitnahme von jeweils zwei „Gehilfen“ oder „Assistenten“ zu bekommen. Es folgten im Laufe des Jahres 1882 rund 150 Fahrten mit der „Vindobona“ mit verschiedenen Mitfahrenden, unter ihnen auch sein späterer Co-Autor einiger Werke, Georg Ernst. Silberer wurde damit zu einem Pionier der Aeronautik. Für seinen Ballon besaß er im Wiener Prater eine Ballonhalle mit eigenem Gasanschluss.
1885 gründete Viktor Silberer die Wiener Aeronautische Anstalt, um selber Ballons herzustellen. Im gleichen Jahr erstellte er erstmals in Österreich Fotoaufnahmen vom Ballon aus. 1888 veranstaltete er die Internationale Ausstellung für Luftschiffahrt in Wien. Ab 1890 bildete er im Rahmen erster militär-aeronautischer Kurse unter anderem die ersten Ballonfahrer der k.u.k. Armee aus, darunter auch Franz Hinterstoisser. Mit ihm gründete Silberer 1901 den Wiener Aero Club, aus dem später der Österreichische Aero Club entstand.
Neben seiner journalistischen Auseinandersetzung mit sportlichen Themen war Viktor Silberer auch aktiver Sportler und betrieb in seiner Freizeit Rudern, Turnen, Fechten, Schwimmen, Eislaufen und Schwerathletik, agierte aber auch als Organisator sportlicher Veranstaltungen. Beispielsweise reorganisierte er die bis dahin angeblich faden Veranstaltungen im Trabrennverein Krieau im Wiener Prater, woran die Viktor-Silberer-Loge und das Viktor-Silberer-Gedenkrennen erinnern. Des Weiteren richtete er die erste Ruder-Regatta in Wien aus sowie 1887 das erste Wiener Wettschwimmen, wodurch er dem Schwimmsport in Wien zum Durchbruch verhalf.
Gemeinsam mit Franz Hinterstoisser animierte er Wiener Neustadt, das erste österreichisch-ungarische Flugfeld anzulegen. Im Jahr 1902 gründete er die Wiener Luftschifferzeitung (als Herausgeber bis 1914).
Nach dem katastrophalen Brand des Ringtheaters 1881 ließ Kaiser Franz Joseph I. an dessen Stelle das so genannte Sühnhaus erbauen. Zunächst fanden sich hier längere Zeit keine Mieter, dann gehörte neben Friedrich von Schmidt, Sigmund Freud und Graf Schmerling auch Viktor Silberer zu den ersten Mietern. Zeitgenössischen Presseberichten zufolge war Silberer zudem auch als Börsenspekulant und Buchmacher erfolgreich.

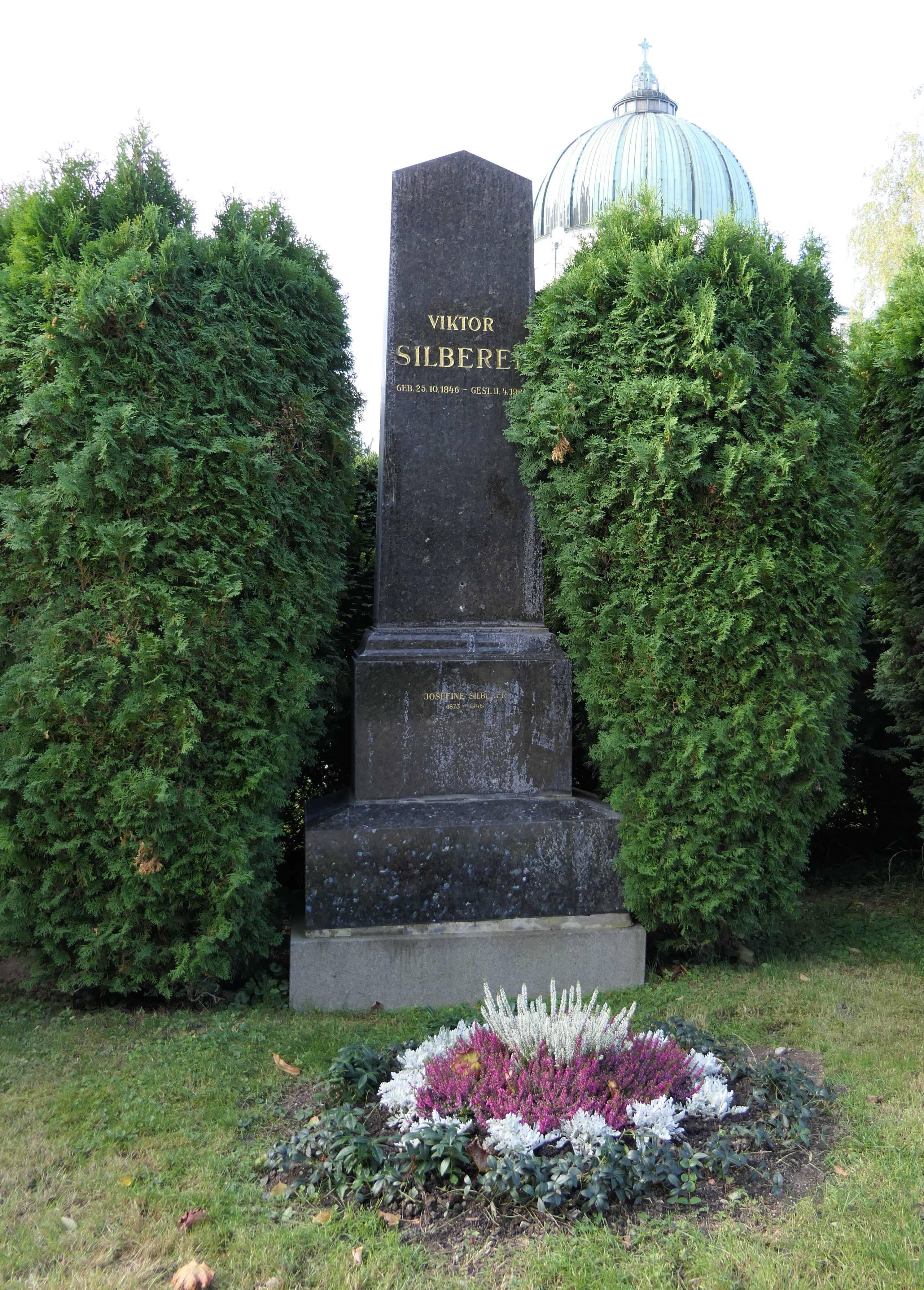
Grab von Viktor Silberer

1882 erfolgte seine Gründung des „Vereins zur Hebung des Fremdenverkehrs in Wien“. Ab 1892 war er für den Ausbau des Fremdenverkehrs auch auf dem Semmering – im Dienst des Wiener Fremdenverkehrs, aber gegen Widerstände der ortsansässigen Bevölkerung – tätig, wo er das Silbererschlößl (1895) und das Hotel Erzherzog Johann erbauen ließ (1899, Architekt Hermann Helmer). 1900 bis 1909 publizierte er zur Stärkung seiner Aktivitäten auf dem Semmering die Semmeringer Zeitung. Auf dem Areal des ehemaligen Klosters in der Wiener Annagasse im ersten Bezirk, in dem einst auch das k.k. Civil-Mädchen-Pensionat untergebracht war, ließ Viktor Silberer den so genannten St. Annahof mit Restaurant und Ballsaal errichten. Weitere in seinem Auftrag in Wien errichtete Gebäude waren die Häuser Schubertgasse 20 (1905) und Rossauer Lände 39 (Berliner Hof, 1906/1907) im 9. Wiener Gemeindebezirk. Ebenfalls in seinem Besitz stand das Haus Lange Gasse 11 im 8. Wiener Gemeindebezirk. Silberer war zudem an mehreren Wiener Theatern beteiligt und belebte 1904 den Maikorso im Prater wieder.
Am 6. Februar 1906 wurde das General Sports Committee Austria (der Allgemeine Sportausschuss für Österreich) konstituiert. Gemeinsam mit Vizepräsident Balduin Groller und Schriftführer Siegfried Hochermann bildete Viktor Silberer das Präsidium. Dieser Sportausschuss stellte den ersten Versuch der Bildung einer obersten Sportbehörde dar, die wichtige österreichische Sportverbände unter sich vereinigte und ein Vorläufer des Österreichischen Olympischen Comité ist.
Auch politisch betätigte sich Viktor Silberer in verschiedenen Funktionen und Mandaten: Als dessen Obmann war er für den liberal orientierten Demokratischen Wiener Wählerverband 1891–1895 im Wiener Gemeinderat tätig. Aus Bewunderung für Karl Lueger wandte er sich dann der Christlichsozialen Partei zu und war für die CSP ab 1902 Abgeordneter des Landtags von Niederösterreich, 1904–1913 wieder im Wiener Gemeinderat. Zusätzlich war er von 1907 bis 1911 Abgeordneter des Reichsrats. 1919 bis 1923 betätigte sich Silberer wieder journalistisch mit Beiträgen für die Arbeiter-Zeitung.
Er ruht in einem Ehrengrab auf dem Wiener Zentralfriedhof.
Zum Gedenken an Viktor Silberer erhielt eine Straße in Wien-Donaustadt (22. Bezirk) den Namen Silberergasse. Sein Sohn Herbert Silberer (1882–1923) war Psychoanalytiker und so wie sein Vater Ballonfahrer.

## Schriften
(Eine Internetquelle nennt ihn als Autor von 32 Sportbüchern. Die hier angeführten Bücher und Zeitschriften sind Fundstücke aus dem Internet.)
- Die von Silberer herausgegebene Wiener Luftschiffer-Zeitung (1902 bis 1914) wird vom Harald Fischer Verlag in Erlangen auf Mikrofiches vertrieben (ISBN 3-89131-167-2).
- mit Georg Ernst: Das Training des Rennpferdes: enthält eine sehr ausführliche Schilderung des in England üblichen Systemes, die Rennpferde zu trainieren und zwar nach den Erfahrungen der bedeutendsten Trainers jenes Landes. Verlag der „Allgemeinen Sport-Zeitung“, Wien 1883.
- mit Georg Ernst: Das Training des Trabers. Verlag der „Allgemeinen Sport-Zeitung“, Wien 1883. (Digitalisat und Volltext im Deutschen Textarchiv)
- Victor Silberer (Hrsg.): Turfbuch für … Verlag der „Allgemeinen Sport-Zeitung“, Wien 1882–1923 nachgewiesen.
- Turf-Lexikon. 1884. In diesem Buch mit 296 Seiten fasste Viktor Silberer die gebräuchlichen Fachausdrücke mit eingehenden Erläuterungen ebenso zusammen wie die Namen bekannter Rennpferde mit ihrer Abstammung, ihren Besitzern und Leistungen.
- mit Georg Ernst: Handbuch des Bicycle-Sport Fahrräder anno 1885. Ein reich illustrirtes technisches Handbuch, unentbehrlich für jeden Bicyclisten. Verlag der „Allgemeinen Sport-Zeitung“, Wien 1883 erstmals, 1885 als verbesserte („Zweite“) Ausgabe neu aufgelegtes und als Kaufberatung und Marktübersicht über Hochräder verfasst. Als Reprint neu aufgelegt für am Hochrad Interessierte: Walter Ulreich (Hrsg. u. m. biograph. Angaben erg.), Maxime, Leipzig 2004, ISBN 3-931965-21-X.

Bücher von Victor Silberer in der Wienbibliothek im Rathaus:
- Victor Silberer (Herausgeber): Die Wiener Auto-Nummern 1914: Verzeichnis der Wiener Automobil-Besitzer mit deren Adressen, nach den Erkennungsnummern geordnet. Verlag der „Allgemeinen Sport-Zeitung“, Wien 1914
- mit Otto Baron Dewitz: Handbuch für Hindernisreiter. Selbstverlag, Wien/Leipzig 1886.
- Das Training des Trabers. 2. gänzlich umgearbeitete und bereicherte Auflage, Verlag der „Allgemeinen Sport-Zeitung“, V. Silberer, Wien 1894. (In der 1. Aufl.: Das Training des Traberpferdes: enthält eine vollständige Darstellung des so erfolgreichen amerikanischen Systems, die Traber zu trainieren. Ausserdem viele sehr interessante Daten vom amerikanischen Traberturf.)
- Der Jockei-Klub für Österreich: Zur Gründungsgeschichte des Klubs. F. Beck, Wien 1917.
- Victor Silberer (Hrsg.), Georg Ernst et al.: Im Ballon! Eine Schilderung der Fahrten des Wiener Luftballons „VINDOBONA“ im Jahre 1882, sowie der früheren Wiener Luftfahrten (1791 bis 1881) […] Verlag der „Allgemeinen Sport-Zeitung“, Wien 1883. (Digitalisat auf archive.org)
- Der Luftballon: Geschichte und Entwicklung der Luftschiffahrt. Verlag der „Allgemeinen Sport-Zeitung“, 11 S., Wien 1883.
- Die Wiener Regatten von 1881–1887: Die vollständigen Resultate sämmtlicher Wiener Ruderwettkämpfe von 1881–1887. Zusammengestellt nach den Original-Berichten der Allgemeinen Sport-Zeitung von Victor Silberer. V. Silberer, Wien 1887.
- Drei Luftfahrten: Im Ballon über den Neusiedlersee. Eine Vormittagspromenade 6000 Fuss über Wien. Eine Nacht in den Sturmwolken. Verlag der „Allgemeinen Sport-Zeitung“, Wien 1890.
- Ein Diner in den Lüften: Ausführliche Schilderung der mit Herrn […] unternommenen Luftschifffahrt. Verlag der „Allgemeinen Sport-Zeitung“, Wien 1882.
- Grundzüge der praktischen Luftschiffahrt: Handbuch für angehende Ballonführer; praktische Anleitung zum Gebrauche und zur richtigen Behandlung des Kugelballons. R. C. Schmidt, Berlin, 1910.
- Handbuch der Athletik nebst einer Anleitung zum Boxen. 2. gänzlich umgearbeitete und vielfach bereicherte Auflage, Selbstverlag, Wien 1900.
- Handbuch des Renn-Sport, A. Hartleben, Wien 1881.
- Handbuch des Ruder-Sport. 3. vermehrte und verbesserte Auflage, A. Hartleben, Wien/Leipzig 1897.
- Handbuch des Traber-Sport. A. Hartleben, Wien/Pest 1880.
- Vom grünen Rasen: Ein Buch über Turfwetten. Verlag der „Allgemeinen Sport-Zeitung“, Wien 1917.